# تور دو فرانس ۲۰۱۵
تور دو فرانس ۲۰۱۵ صدودومین دورهٔ مسابقات تور دو فرانس یکی از تورهای بزرگ دوچرخه‌سواری بود که در مسافت ۳۳۰۶٫۳ کیلومتر برگزار شد. این مسابقه در روز ۴ ژوئیه در اوترخت هلند آغاز شد و در ۲۶ ژوئیه در شانزه‌لیزهٔ پاریس به پایان رسید. ۱۹۸ دوچرخه‌سوار از ۲۲ تیم در ۲۱ مرحلهٔ مسابقه شرکت کردند و در پایان، کریس فروم از تیم اسکای به قهرمانی رسید. نایرو کینتانا و آلخاندرو والورده از تیم موویستار دوم و سوم شدند.
روهان دنیس از تیم بی‌ام‌سی در مرحلهٔ اول به پیروزی رسید و پیراهن طلایی را در مرحلهٔ دوم به تن کرد. پس از مرحلهٔ دوم، پیراهن طلایی به فابیان کانچلارا رسید که پس از چند مرحله آن را به دلیل حادثه از دست داد. در دو مرحلهٔ بعدی، کریس فروم و تونی مارتین پیراهن طلایی را به دست آوردند. پس از انصراف مارتین به دلیل حادثه‌ای در پایان مرحلهٔ ششم، فروم دوباره پیراهن طلایی را به تن کرد. او در کوه‌های پیرنه فاصله‌اش با رقیبان را افزایش داد و در کوه‌های آلپ به‌خوبی در مقابل حمله‌های کینتانا ایستاد و عنوانش را حفظ کرد.
فروم نخستین شخص بریتانیایی شد که دو بار قهرمان تور شده‌است. پیتر ساگان از تیم تینکوف در رده‌بندی امتیاز اول شد. فروم عنوان سلطان کوهستان را نیز به دست آورد. کینتانا نیز به عنوان بهترین رکابزن جوان معرفی شد.

## تیم‌ها
۲۲ تیم در مسابقات تور دو فرانس در سال ۲۰۱۵ حضور یافتند. ۱۷ تیم عضو تیم‌های جهانی به صورت خودکار دعوت شدند و باید در مسابقه شرکت می‌کردند. هم‌چنین ۵ تیم پروتور قاره‌ای توسط برگزار کنندگان دعوت شدند. تیم ام‌تی‌ان-کوبکا نخستین تیم آفریقایی بود که در تور حضور داشت.
تعداد رکابزنان هر تیم، ۹ نفر بود؛ بنابراین مسابقه با حضور ۱۹۸ دوچرخه‌سوار (از ۳۲ کشور) آغاز شد که ۱۶۰ نفر توانستند مسابقه را در پاریس به پایان برسانند. برخی از کشورها بیش از ۱۰ رکابزن داشتند. هم‌چنین دو دوچرخه‌سوار اریتره‌ای به عنوان نخستین رکابزنان آفریقایی سیاه‌پوست در تور شرکت کردند.

## مسیر و مرحله‌ها

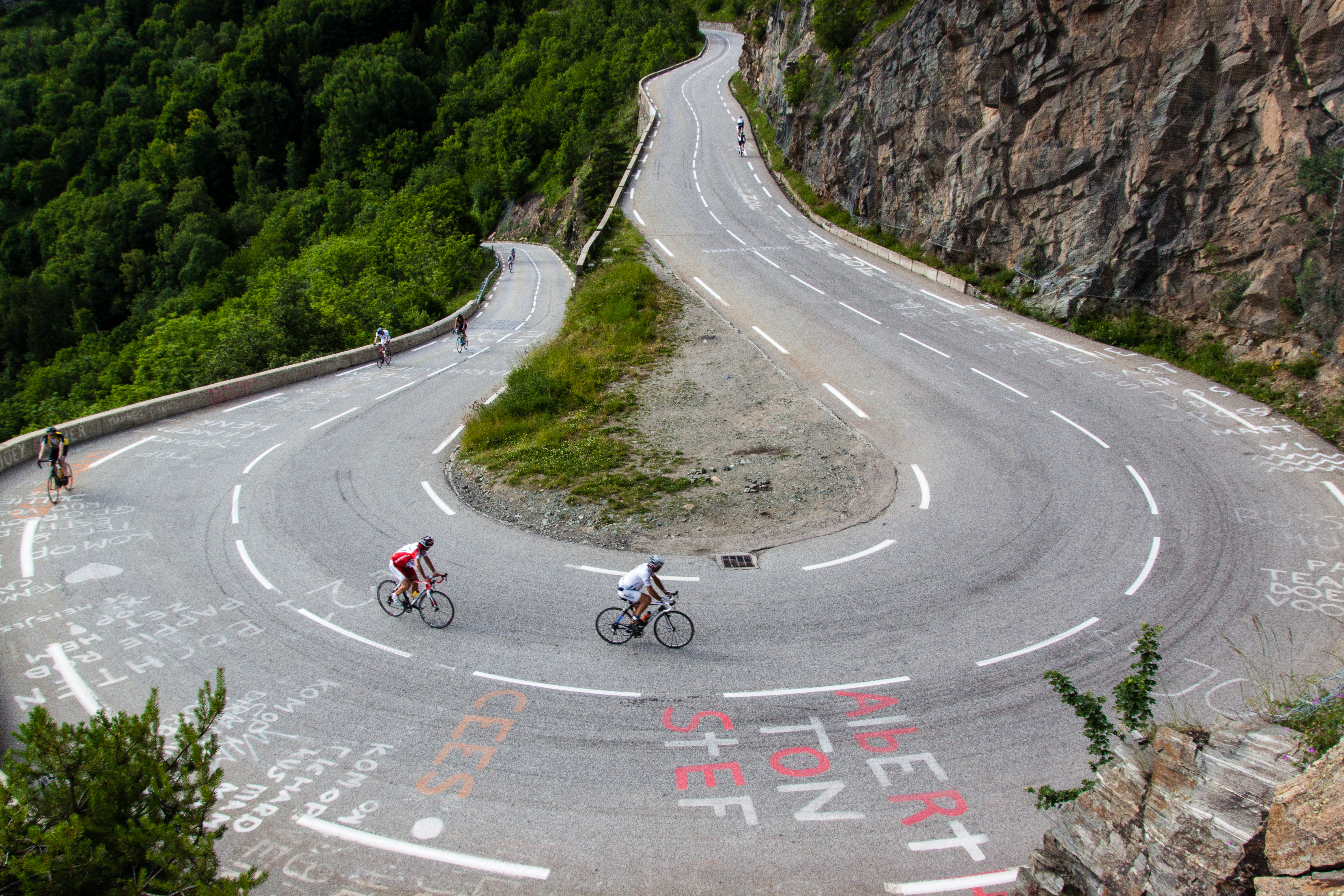
مرحلهٔ بیستم با آخر خط سربالایی به مسافت 13.8 km در آلپ دوز؛ در مسیری با شیب متوسط ۷٫۹٪ و ۲۱ پیچ گیرهٔ سر.

اوترخت میزبان افتتاحیه تور بود و گزارش شده که برای این کار، ۴ میلیون یورو به سازمان برگزار کنندهٔ تور پرداخت کرده‌بود. هلند برای ششمین بار، میزبان افتتاحیه بود.
مسیر مسابقه پس از اوترخت به سوی زیلاند در جنوب هلند ادامه یافت. مرحلهٔ سوم از آنتورپ بلژیک آغاز شد. مرحلهٔ چهارم در سرن (بلژیک) آغاز شد و در کمبره در فرانسه پایان یافت. پنج مرحلهٔ بعدی از شمال فرانسه (نور-پا-دو-کاله) به سوی غرب (پایان در برتانی) ادامه یافتند. سه مرحلهٔ بعدی در جنوب فرانسه درون کوه‌های پیرنه برگزار شدند. چهار مرحلهٔ بعدی در مسیر رسیدن به آلپ و چهار مرحله در ناحیه‌های کوهستانی و پیرامون آن‌ها بود. مرحلهٔ آخر در شمال شرقی فرانسه برگزار شد و در شانزه‌لیزه به پایان رسید.
| مرحله | تاریخ    | مسیر                                           | مسافت                        | نوع                          | نوع                          | برنده                        |                              |
| ----- | -------- | ---------------------------------------------- | ---------------------------- | ---------------------------- | ---------------------------- | ---------------------------- | ---------------------------- |
| ۱     | ۴ ژوئیه  | اوترخت                                         | ۱۳٫۸ کیلومتر (۸٫۶ مایل)      |                              | تایم تریل انفرادی            | Rohan Dennis (AUS)           |                              |
| ۲     | ۵ ژوئیه  | اوترخت به زیلاند                               | ۱۶۶ کیلومتر (۱۰۳ مایل)       |                              | مسیر مسطح                    | آندره گرایپل (GER)           |                              |
| ۳     | ۶ ژوئیه  | آنتورپ به اوبی                                 | ۱۵۹٫۵ کیلومتر (۹۹ مایل)      |                              | مسیر نیمه‌کوهستانی            | جواکیم رودریگز (ESP)         |                              |
| ۴     | ۷ ژوئیه  | سرن به کمبره                                   | ۲۲۳٫۵ کیلومتر (۱۳۹ مایل)     |                              | مسیر مسطح با سنگفرش          | Tony Martin (GER)            |                              |
| ۵     | ۸ ژوئیه  | آراس به امیان                                  | ۱۸۹٫۵ کیلومتر (۱۱۸ مایل)     |                              | مسیر مسطح                    | آندره گرایپل (GER)           |                              |
| ۶     | ۹ ژوئیه  | ابویل به لو آور                                | ۱۹۱٫۵ کیلومتر (۱۱۹ مایل)     |                              | مسیر مسطح                    | Zdeněk Štybar (CZE)          |                              |
| ۷     | ۱۰ ژوئیه | Livarot به فوژر                                | ۱۹۰٫۵ کیلومتر (۱۱۸ مایل)     |                              | مسیر مسطح                    | مارک کاوندیش (GBR)           |                              |
| ۸     | ۱۱ ژوئیه | رن به مور-دو-برتانی                            | ۱۸۱٫۵ کیلومتر (۱۱۳ مایل)     |                              | مسیر نیمه‌کوهستانی            | Alexis Vuillermoz (FRA)      |                              |
| ۹     | ۱۲ ژوئیه | ونس به پلوملک                                  | ۲۸ کیلومتر (۱۷ مایل)         |                              | تایم تریل تیمی               | بی‌ام‌سی                       |                              |
|       | ۱۳ ژوئیه | پو                                             | پو                           |                              | روز استراحت                  | روز استراحت                  |                              |
| ۱۰    | ۱۴ ژوئیه | تارب به لا پیر سن-مارتین                       | ۱۶۷ کیلومتر (۱۰۴ مایل)       |                              | مسیر کوهستانی                | کریس فروم (GBR)              |                              |
| ۱۱    | ۱۵ ژوئیه | پو به Cauterets                                | ۱۸۸ کیلومتر (۱۱۷ مایل)       |                              | مسیر کوهستانی                | رافاو مایکا (POL)            |                              |
| ۱۲    | ۱۶ ژوئیه | لانمزان به Plateau de Beille                   | ۱۹۵ کیلومتر (۱۲۱ مایل)       |                              | مسیر کوهستانی                | جواکیم رودریگز (ESP)         |                              |
| ۱۳    | ۱۷ ژوئیه | موره به ردز                                    | ۱۹۸٫۵ کیلومتر (۱۲۳ مایل)     |                              | مسیر نیمه‌کوهستانی            | گرگ فن آورمیت (BEL)          |                              |
| ۱۴    | ۱۸ ژوئیه | ردز به ماند                                    | ۱۷۸٫۵ کیلومتر (۱۱۱ مایل)     |                              | مسیر نیمه‌کوهستانی            | Steve Cummings (GBR)         |                              |
| ۱۵    | ۱۹ ژوئیه | ماند به ولانس                                  | ۱۸۳ کیلومتر (۱۱۴ مایل)       |                              | مسیر تپه‌ای                   | آندره گرایپل (GER)           |                              |
| ۱۶    | ۲۰ ژوئیه | بور-دو-پئاژ به گپ                              | ۲۰۱ کیلومتر (۱۲۵ مایل)       |                              | مسیر نیمه‌کوهستانی            | روبن پلاسا مولینا (ESP)      |                              |
|       | ۲۱ ژوئیه | گپ                                             | گپ                           |                              | روز استراحت                  | روز استراحت                  |                              |
| ۱۷    | ۲۲ ژوئیه | دینی-له-بن به Pra Loup                         | ۱۶۱ کیلومتر (۱۰۰ مایل)       |                              | مسیر کوهستانی                | Simon Geschke (GER)          |                              |
| ۱۸    | ۲۳ ژوئیه | گپ به سن-ژان-دو-مورین                          | ۱۸۶٫۵ کیلومتر (۱۱۶ مایل)     |                              | مسیر کوهستانی                | رومن بارده (FRA)             |                              |
| ۱۹    | ۲۴ ژوئیه | سن-ژان-دو-مورین به La Toussuire - Les Sybelles | ۱۳۸ کیلومتر (۸۶ مایل)        |                              | مسیر کوهستانی                | وینچنزو نیبالی (ITA)         |                              |
| ۲۰    | ۲۵ ژوئیه | Modane به Alpe d'Huez                          | ۱۱۰٫۵ کیلومتر (۶۹ مایل)      |                              | مسیر کوهستانی                | تیبو پینو (FRA)              |                              |
| ۲۱    | ۲۶ ژوئیه | Sèvres به پاریس                                | ۱۰۹٫۵ کیلومتر (۶۸ مایل)      |                              | مسیر مسطح                    | آندره گرایپل (GER)           |                              |
|       | مجموع    | مجموع                                          | ۳٬۳۶۰٫۳ کیلومتر (۲٬۰۸۸ مایل) | ۳٬۳۶۰٫۳ کیلومتر (۲٬۰۸۸ مایل) | ۳٬۳۶۰٫۳ کیلومتر (۲٬۰۸۸ مایل) | ۳٬۳۶۰٫۳ کیلومتر (۲٬۰۸۸ مایل) | ۳٬۳۶۰٫۳ کیلومتر (۲٬۰۸۸ مایل) |

## رده‌بندی و نتایج
| درجهٔ سختی مرحله       | ۱ | ۲ | ۳ | ۴ | ۵ | ۶ | ۷ | ۸ | ۹ | ۱۰ | ۱۱ | ۱۲ | ۱۳ | ۱۴ | ۱۵ | ۱۶ | ۱۷ | ۱۸ | ۱۹ | ۲۰ | ۲۱ |
| --------------------- | - | - | - | - | - | - | - | - | - | -- | -- | -- | -- | -- | -- | -- | -- | -- | -- | -- | -- |
| بدون سختی             |   |   |   |   |   |   |   |   |   |    |    |    |    |    |    |    |    |    |    |    |    |
| نیمه‌کوهستانی          |   |   |   |   |   |   |   |   |   |    |    |    |    |    |    |    |    |    |    |    |    |
| کوتاه با زمین ناهموار |   |   |   |   |   |   |   |   |   |    |    |    |    |    |    |    |    |    |    |    |    |
| بسیار سخت             |   |   |   |   |   |   |   |   |   |    |    |    |    |    |    |    |    |    |    |    |    |
| بسیار سخت کوتاه       |   |   |   |   |   |   |   |   |   |    |    |    |    |    |    |    |    |    |    |    |    |
| تایم تریل             |   |   |   |   |   |   |   |   |   |    |    |    |    |    |    |    |    |    |    |    |    |

در تور دو فرانس چهار رده‌بندی انفرادی و یک رده‌بندی تیمی وجود دارد. مهم‌ترین آن‌ها، رده‌بندی اصلی است که بر پایهٔ جمع‌بندی زمان هر مرحلهٔ یک رکابزن محاسبه می‌شود. رکابزن دارای کمترین زمان، رهبر تور است که با پیراهن زرد (طلایی) شناخته می‌شود. برندهٔ این رده‌بندی، برندهٔ تور محسوب می‌شود. به جز دو مرحلهٔ تایم تریل، برای سه نفر اولی که به خط پایان برسند، جایزهٔ زمانی در نظر گرفته می‌شود. این جایزه برای نفر اول تا سوم به ترتیب ۱۰، ۶ و ۴ ثانیه است. به جز تایم تریل و پایان گروهی، اگر در سه کیلومتر پایانی، حادثه‌ای برای یک یا چند رکابزن رخ دهد، زمان گروهی که رکابزنان همراهی می‌کردند، برای آن‌ها ثبت می‌شود.
رهبر رده‌بندی امتیازی با پیراهن سبز شناخته می‌شود. رکابزنانی که در خط‌های پایان یا خط‌های اسپرینت میانی هر مرحله، جزء نفرات اول باشند، امتیازاتی را کسب می‌کنند. در تور دو فرانس ۲۰۱۵ تنها در شش مرحلهٔ مسطح (۲، ۵، ۶، ۷، ۱۵ و ۲۱) برندهٔ مرحله ۵۰ امتیاز و نفرات دوم و سوم ۳۰ و ۲۰ امتیاز به دست می‌آوردند. در هفت مرحلهٔ دیگر شامل مرحلهٔ سنگفرش (۱۰) و شش مرحلهٔ نیمه‌کوهستانی (۳، ۴، ۸، ۱۳، ۱۴ و ۱۶) برندهٔ مرحله ۳۰ و نفر دوم ۲۵ امتیاز کسب می‌کردند. در مراحل کوهستانی (۱۱، ۱۲، ۱۷، ۱۸، ۱۹ و ۲۰) و تایم تریل انفرادی نفر اول ۲۰ امتیاز به دست می‌آورد. در تایم تریل تیمی امتیاز توزیع نشد.
در رده‌بندی کوهستان، امتیازات به رکابزنانی که توانایی رسیدن به بالای سربالایی‌ها را داشته‌باشند، داده می‌شود. در تور دو فرانس سربالایی‌ها بر پایهٔ سختی‌شان به ترتیب کاهش سختی، به صورت درجهٔ استثنایی، درجهٔ یک، دو، سه و چهار درجه‌بندی می‌شوند. با افزایش سختی سربالایی، امتیازات توزیع شده و تعداد رکابزنانی که امتیاز می‌گیرند، افزایش می‌یابد. رهبر رده‌بندی کوهستان، پیراهن خالدار را به تن می‌کند. در تور ۲۰۱۵ برای خط پایان مراحل ۱۰، ۱۲، ۱۷، ۱۹ و ۲۰ امتیاز دو برابر در نظر گرفته شد.
رده‌بندی رکابزنان جوان که با پیراهن سفید مشخص می‌شود، مشابه رده‌بندی اصلی محاسبه می‌شود؛ ولی تنها رکابزنان کمتر از ۲۵ سال (زادگان ۱ ژانویه ۱۹۹۰) به بعد را در نظر می‌گیرد. رده‌بندی تیمی بر پایهٔ زمان عبور از خط سه نفر اول هر تیم در هر مرحله محاسبه می‌شود. تیمی که کمترین زمان را داشته‌باشد، رهبر رده‌بندی است. در صورت تساوی زمانی، تعداد پیروزی‌های مرحله‌ای تعیین‌کننده است. رکابزنان تیمی که رهبر رده‌بندی تیمی است، با کلاه و شماره‌های زرد شناخته می‌شوند.
افزون بر رده‌بندی‌ها جایزهٔ تهاجمی بودن در پایان هر مرحله بر پایهٔ تصمیم‌گیری هیئت داوری به رکابزنی که بیشترین تلاش را داشته و بیشترین کیفیت ورزشکاری را نشان داده، داده می‌شود. این جایزه در مراحل تایم تریل و مرحلهٔ آخر داده نشد. تهاجمی‌ترین رکابزن هر مرحله، در مرحلهٔ بعدی از شمارهٔ قرمز استفاده می‌کند.
جمعاً ۲٬۰۳۰٬۱۵۰ یورو جایزه در مسابقه پرداخت شد. سه نفر اول رده‌بندی اصلی، ۴۵۰ هزار، ۲۰۰ هزار و ۱۰۰ هزار یورو دریافت کردند. هم‌چنین به همهٔ کسانی که مسابقه را به پایان رساندند، جایزه‌ای نقدی داده شد. برندگان رده‌بندی امتیازی و کوهستان ۲۵ هزار و برندهٔ رده‌بندی جوانان ۲۰ هزار یورو به دست آوردند. در هر مرحله، به برندهٔ مرحله ۸ هزار یورو و به دارندهٔ هر پیراهن نیز جایزه‌ای داده شد. افزون بر این ۱۰ هزار یورو برای تیم برندهٔ تایم تریل تیمی و ۵۰ هزار یورو برای تیم برندهٔ رده‌بندی تیمی داده شد.
| مرحله | برنده             | رده‌بندی اصلی    | رده‌بندی امتیازی | رده‌بندی کوهستان      | رده‌بندی رکابزن جوان | رده‌بندی تیمی      | جایزه جنگندگی       |
| ----- | ----------------- | --------------- | --------------- | -------------------- | ------------------- | ----------------- | ------------------- |
| ۱     | Rohan Dennis      | Rohan Dennis    | Rohan Dennis    | داده نشد             | Rohan Dennis        | لوتوان‌ال–یومبو    | داده نشد            |
| ۲     | آندره گرایپل      | فابیان کانچلارا | آندره گرایپل    | داده نشد             | تام دیمولن          | تیم مسابقه بی‌ام‌سی | Michał Kwiatkowski  |
| ۳     | جواکیم رودریگز    | کریس فروم       | آندره گرایپل    | جواکیم رودریگز       | پیتر ساگان          | تیم مسابقه بی‌ام‌سی | Jan Bárta           |
| ۴     | تونی مارتین       | تونی مارتین     | آندره گرایپل    | جواکیم رودریگز       | پیتر ساگان          | تیم مسابقه بی‌ام‌سی | وینچنزو نیبالی      |
| ۵     | آندره گرایپل      | تونی مارتین     | آندره گرایپل    | جواکیم رودریگز       | پیتر ساگان          | تیم مسابقه بی‌ام‌سی | مایکل متیوز         |
| ۶     | Zdeněk Štybar     | تونی مارتین     | آندره گرایپل    | Daniel Teklehaimanot | پیتر ساگان          | تیم مسابقه بی‌ام‌سی | Perrig Quéméneur    |
| ۷     | مارک کاوندیش      | کریس فروم       | آندره گرایپل    | Daniel Teklehaimanot | پیتر ساگان          | تیم مسابقه بی‌ام‌سی | Anthony Delaplace   |
| ۸     | Alexis Vuillermoz | کریس فروم       | پیتر ساگان      | Daniel Teklehaimanot | پیتر ساگان          | تیم مسابقه بی‌ام‌سی | Bartosz Huzarski    |
| ۹     | تیم مسابقه بی‌ام‌سی | کریس فروم       | پیتر ساگان      | Daniel Teklehaimanot | پیتر ساگان          | تیم مسابقه بی‌ام‌سی | داده نشد            |
| ۱۰    | کریس فروم         | کریس فروم       | آندره گرایپل    | کریس فروم            | نایرو کینتانا       | تیم اسکای         | Kenneth Vanbilsen   |
| ۱۱    | رافاو مایکا       | کریس فروم       | پیتر ساگان      | کریس فروم            | نایرو کینتانا       | تیم اسکای         | Dan Martin          |
| ۱۲    | جواکیم رودریگز    | کریس فروم       | پیتر ساگان      | کریس فروم            | نایرو کینتانا       | موویستار          | Michał Kwiatkowski  |
| ۱۳    | گرگ فن آورمیت     | کریس فروم       | پیتر ساگان      | کریس فروم            | نایرو کینتانا       | موویستار          | Thomas De Gendt     |
| ۱۴    | Steve Cummings    | کریس فروم       | پیتر ساگان      | کریس فروم            | نایرو کینتانا       | موویستار          | Pierre-Luc Perichon |
| ۱۵    | آندره گرایپل      | کریس فروم       | پیتر ساگان      | کریس فروم            | نایرو کینتانا       | موویستار          | پیتر ساگان          |
| ۱۶    | روبن پلاسا        | کریس فروم       | پیتر ساگان      | کریس فروم            | نایرو کینتانا       | موویستار          | پیتر ساگان          |
| ۱۷    | Simon Geschke     | کریس فروم       | پیتر ساگان      | کریس فروم            | نایرو کینتانا       | موویستار          | Simon Geschke       |
| ۱۸    | رومن بارده        | کریس فروم       | پیتر ساگان      | جواکیم رودریگز       | نایرو کینتانا       | موویستار          | رومن بارده          |
| ۱۹    | وینچنزو نیبالی    | کریس فروم       | پیتر ساگان      | رومن بارده           | نایرو کینتانا       | موویستار          | پیر رولان           |
| ۲۰    | تیبو پینو         | کریس فروم       | پیتر ساگان      | کریس فروم            | نایرو کینتانا       | موویستار          | Alexandre Geniez    |
| ۲۱    | آندره گرایپل      | کریس فروم       | پیتر ساگان      | کریس فروم            | نایرو کینتانا       | موویستار          | داده نشد            |
| نهایی | نهایی             | کریس فروم       | پیتر ساگان      | کریس فروم            | نایرو کینتانا       | تیم موویستار      | رومن بارده          |

## رده‌بندی نهایی
| راهنما | راهنما                | راهنما | راهنما                      |
| ------ | --------------------- | ------ | --------------------------- |
|        | برندهٔ رده‌بندی اصلی    |        | برندهٔ رده‌بندی امتیازی       |
|        | برندهٔ رده‌بندی کوهستان |        | برندهٔ رده‌بندی رکابزنان جوان |
|        | برندهٔ رده‌بندی تیمی    |        | برندهٔ جایزهٔ جنگندگی         |

### رده‌بندی اصلی
| رتبه | رکابزن                 | تیم               | زمان     |
| ---- | ---------------------- | ----------------- | -------- |
| ۱    | کریس فروم (GBR)        | تیم اسکای         | ۸۴:۴۶:۱۴ |
| ۲    | نایرو کینتانا (COL)    | موویستار          | + ۱:۱۲   |
| ۳    | آلخاندرو والورده (ESP) | موویستار          | + ۵:۲۵   |
| ۴    | وینچنزو نیبالی (ITA)   | آستانه            | + ۸:۳۶   |
| ۵    | آلبرت کونتادور (ESP)   | تینکوف-ساکسو      | + ۹:۴۸   |
| ۶    | Robert Gesink (NED)    | لوتوان‌ال–یومبو    | + ۱۰:۴۷  |
| ۷    | Bauke Mollema (NED)    | ترک فکتوری ریسینگ | + ۱۵:۱۴  |
| ۸    | Mathias Frank (SUI)    | آی‌ای‌ام سایکلینگ   | + ۱۵:۳۹  |
| ۹    | رومن بارده (FRA)       | آژ۲آر لا موندیال  | + ۱۶:۰۰  |
| ۱۰   | Pierre Rolland (FRA)   | تیم اروپ‌کار       | + ۱۷:۳۰  |

### رده‌بندی امتیازی
| رتبه | رکابزن                 | تیم             | امتیاز |
| ---- | ---------------------- | --------------- | ------ |
| ۱    | پیتر ساگان (SVK)       | تینکوف-ساکسو    | ۴۳۲    |
| ۲    | آندره گرایپل (GER)     | لوتو–سودال      | ۳۶۶    |
| ۳    | جان دگنکولب (GER)      | جاینت-آلپتسین   | ۲۹۸    |
| ۴    | مارک کاوندیش (GBR)     | اتیکس-کوئیک‌استپ | ۲۰۶    |
| ۵    | Bryan Coquard (FRA)    | تیم اروپ‌کار     | ۱۵۲    |
| ۶    | کریس فروم (GBR)        | تیم اسکای       | ۱۳۹    |
| ۷    | تیبو پینو (FRA)        | اف‌دی‌جی          | ۱۱۳    |
| ۸    | آلخاندرو والورده (ESP) | موویستار        | ۱۰۳    |
| ۹    | Thomas de Gendt (BEL)  | لوتو–سودال      | ۹۰     |
| ۱۰   | الکساندر کریستوف (NOR) | کاتیوشا         | ۹۰     |

### رده‌بندی کوهستان
| رتبه | رکابزن                 | تیم              | امتیاز |
| ---- | ---------------------- | ---------------- | ------ |
| ۱    | کریس فروم (GBR)        | تیم اسکای        | ۱۱۹    |
| ۲    | نایرو کینتانا (COL)    | موویستار         | ۱۰۸    |
| ۳    | رومن بارده (FRA)       | آژ۲آر لا موندیال | ۹۰     |
| ۴    | تیبو پینو (FRA)        | اف‌دی‌جی           | ۸۲     |
| ۵    | جواکیم رودریگز (ESP)   | کاتیوشا          | ۷۸     |
| ۶    | Pierre Rolland (FRA)   | تیم اروپ‌کار      | ۷۴     |
| ۷    | آلخاندرو والورده (SPA) | موویستار         | ۷۲     |
| ۸    | جاکوب فوگلسانگ (DEN)   | آستانه           | ۶۴     |
| ۹    | Richie Porte (AUS)     | تیم اسکای        | ۵۸     |
| ۱۰   | Serge Pauwels (BEL)    | ام‌تی‌ان-کوبکا     | ۵۵     |

### رده‌بندی رکابزنان جوان
| رتبه | رکابزن                 | تیم               | زمان      |
| ---- | ---------------------- | ----------------- | --------- |
| ۱    | نایرو کینتانا (COL)    | موویستار          | ۸۴:۴۷:۲۶  |
| ۲    | رومن بارده (FRA)       | آژ۲آر لا موندیال  | + ۱۴:۴۸   |
| ۳    | Warren Barguil (FRA)   | جاینت-آلپتسین     | + ۳۰:۰۳   |
| ۴    | تیبو پینو (FRA)        | اف‌دی‌جی            | + ۳۷:۴۰   |
| ۵    | Bob Jungels (LUX)      | ترک فکتوری ریسینگ | + ۱:۳۲:۰۹ |
| ۶    | پیتر ساگان (SVK)       | تینکوف-ساکسو      | + ۲:۱۳:۴۳ |
| ۷    | Adam Yates (GBR)       | اوریکا–گرین‌اج     | + ۲:۱۵:۲۴ |
| ۸    | Wilco Kelderman (NED)  | لوتوان‌ال–یومبو    | + ۳:۰۲:۵۵ |
| ۹    | Emanuel Buchmann (GER) | بورا–آرگون ۱۸     | + ۳:۰۷:۳۵ |
| ۱۰   | Merhawi Kudus (ERI)    | ام‌تی‌ان-کوبکا      | + ۳:۰۹:۲۴ |

### رده‌بندی تیمی
| رتبه | تیم               | زمان      |
| ---- | ----------------- | --------- |
| ۱    | موویستار          | ۲۵۵:۲۴:۲۴ |
| ۲    | تیم اسکای         | + ۵۷:۲۳   |
| ۳    | تینکوف-ساکسو      | + ۱:۰۰:۱۲ |
| ۴    | آستانه            | + ۱:۱۲:۰۹ |
| ۵    | ام‌تی‌ان-کوبکا      | + ۱:۱۴:۳۲ |
| ۶    | آژ۲آر لا موندیال  | + ۱:۲۴:۲۲ |
| ۷    | تیم اروپ‌کار       | + ۱:۴۸:۵۱ |
| ۸    | تیم مسابقه بی‌ام‌سی | + ۲:۴۱:۴۶ |
| ۹    | آی‌ای‌ام سایکلینگ   | + ۲:۴۲:۱۶ |
| ۱۰   | لوتوان‌ال–یومبو    | + ۲:۴۶:۵۹ |